# Angelo Bartolomasi
Angelo Bartolomasi,  mons., italijanski rimskokatoliški duhovnik, škof, nadškof, * 30. maj 1869, Pianezza, † 28. februar 1959.

## Življenjepis
12. junija 1892 je bil posvečen v duhovnika.
24. novembra 1910 je postal pomožni škof in naslovni škof Derbeja; škofovsko posvečenje je prejel 15. januarja 1911.
Med prvo svetovno vojno je postal vojaški škof kraljevske italijanske vojske.
15. decembra 1919 je bil imenovan za škofa Trst-Koper.
To pastirsko slušbo v Trstu je opravljal do 11. decembra 1922, ko je postal škof Pinerola. Na tem položaju je bil do 23. aprila 1929, ko je postal vojaški nadškof Italije in naslovni nadškof Petre (Palestina).
Upokojil se je leta 1944.